# 사도 바울로의 회심

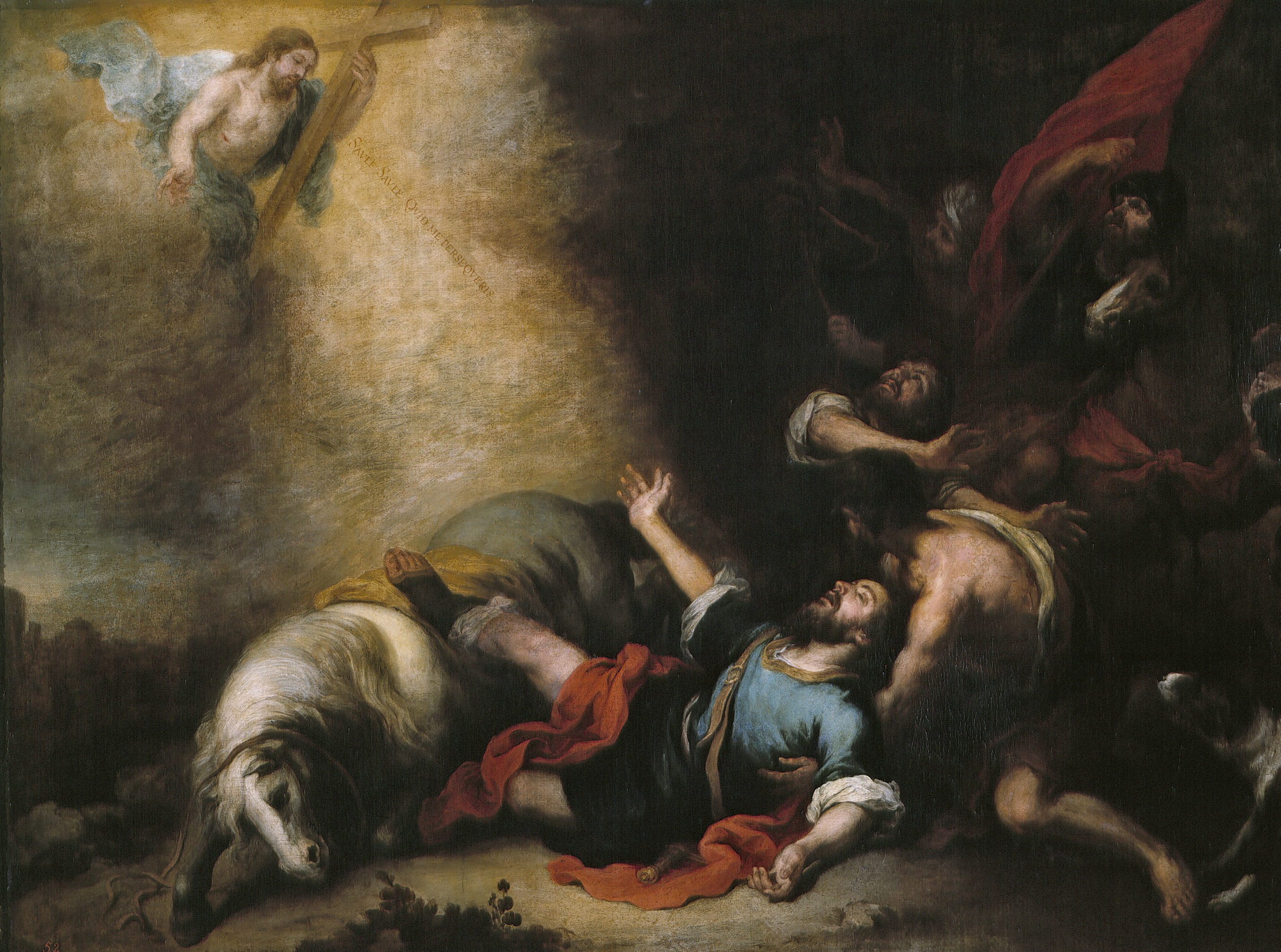

사도 바울로의 회심은 사도 바울로가 다마스쿠스로 가는길에 예수를 만나 초기 기독교에 대한 박해를 그만두고 기독교에 헌신하게 된 신약성경의 사건이다.

## 축일
성 바오로 사도의 회심 축일(Conversion of Paul, Conversio Sauli) 또는 사도 성 바울 회심주일은 파울로스가 기독교로 전향한 사건을 기념하는 교회력의 절기이다. 기독교를 박해한 바울로(바울 또는 사울)를 사도로 불러들이신 하느님의 은혜를 묵상하는 의미가 있다고 한다. 1월 25일이다.
성 바울 회심 주일을 별도로 지내는 이유는 그의 회심이 인류에 대한 하느님의 큰 은혜이기 때문이다. 부활하신 그리스도께서 영광스러운 모습으로 나타나자 박해자 사울이 즉시 순종한 것은 놀라운 겸손의 표지이며, 하느님의 은혜였다. 교회는 사울을 이방인들의 사도로 변화시켜주신 하느님의 놀라운 업적을 찬양하기 위해 이 축일을 지내며 10세기 말경부터는 모든 교회가 이 축일을 지내게 되었다. 성 바울이 다마스쿠스로 가는 길에서의 그리스도와의 만남을 근거로 1월 25일을 성 바오로 사도의 개종 축일 또는 성 바울 회심주일로 지내고 있다. 성공회 사제 고 대천덕 신부는 성 바울 회심주일을 작은 자가 큰 자가 되고, 큰 자가 작은 자가 되는 하느님의 역설적인 지혜를 기념하는 절기로 이해했다.

## 같이 보기
- 성인력
- 로마 보편 전례력